# Macrostemum austrovicinorum
Macrostemum austrovicinorum är en nattsländeart som beskrevs av Wolfram Mey 1989. Macrostemum austrovicinorum ingår i släktet Macrostemum och familjen ryssjenattsländor. Inga underarter finns listade i Catalogue of Life.